# Тириннанци, Джованни
Джованни Тириннанци (итал. Giovanni Tirinnanzi OFMCap, 28 марта 1869 года, Флоренция, Италия — 27 января 1949 года) — католический прелат, епископ, викарий апостольского викариата Аравии с 2 июля 1937 года по 21 октября 1948 год, член монашеского ордена капуцинов.

## Биография
11 октября 1891 года Джованни Тириннанци был рукоположён в священника в монашеском ордене капуцинов.
2 июля 1937 года Римский папа Пий XI назначил Джованни Тириннанци титулярным епископом Газы и викарием апостольского викариата Аравии. 28 октября 1937 года состоялось рукоположение Джованни Тириннанци в епископа, которое совершил архиепископ Агры Эванджелиста Латино Энрико Ванни в сослужении с епископом Аллахабада Джузеппе Анджело Поли и епископом Аджмера Матуреном-Пием Ле Руйе.
21 октября 1948 года Джованни Тириннанци подал в отставку. Скончался 27 января 1949 года.